# En los márgenes
En los márgenes es una película dramática de suspenso hispano-belga de 2022 dirigida por Juan Diego Botto. Con el trasfondo de los desahucios en España, las relaciones de familia, el amor y la solidaridad, está protagonizada por Penélope Cruz, Luis Tosar, Adelfa Calvo y Christian Checa.

## Sinopsis
La película es una cuenta atrás de tres personajes con tres historias entrelazadas que tratan de mantenerse a flote y sobrevivir a 24 horas claves que pueden cambiar para siempre el curso de sus vidas. El film explora el efecto que una situación de estrés económico tiene sobre las relaciones personales y cómo el afecto y la solidaridad pueden ser un motor para salir adelante. Un emocionante viaje a contrarreloj en los márgenes de una gran ciudad.

## Reparto
- Penélope Cruz como Azucena.[3]
- Luis Tosar como Rafa.[3]
- Juan Diego Botto como Manuel.[3]
- Aixa Villagrán como Helena.[4]
- Adelfa Calvo como Teodora.[3]
- Christian Checa como Raúl.[4]
- Nur Levi como Alejandra.[5]
- Font García como Germán.[4]
- María Isabel Díaz Lago.[6] como Paty
- Sergio Villanueva.[6]
- Javier Perdiguero.[7]
- Fabrice Boutique[7]
- Irene Bueno Royo.[7]

## Producción
En los márgenes es el debut de Juan Diego Botto como director de largometrajes. El guion fue escrito por el propio Botto junto a la periodista y escritora Olga Rodríguez.  Además de protagonizar la película, Penélope Cruz también asumió las funciones de producción junto al director Álvaro Longoria de Morena Films. La película ha sido producida por Morena Films junto a On The Fringe AIE y Panache Productions/La Compagnie Cinematographique con la participación de Amazon Prime Video y RTVE, financiación de Eurimages, y apoyo del Ayuntamiento de Madrid. Los lugares de rodaje incluyeron Madrid y Alcorcón.

## Estreno
La película fue seleccionada para su proyección en la sección Horizons del 79.º Festival Internacional de Cine de Venecia. También se proyectó en el 70.º Festival Internacional de Cine de San Sebastián. Distribuida por Vértice Cine, su estreno en salas estaba previsto para el 30 de septiembre de 2022 en España, pero fue reprogramado para el 7 de octubre de 2022. Más adelante se emitirá en Amazon Prime Video.

## Crítica
Wendy Ide, de ScreenDaily, considera que la película es "un material potente y dinámico" en el que el director "combina la conciencia social con la sensación de presión creciente de un thriller".

## Reconocimientos
En noviembre de 2022, En los márgenes recibió el premio a la Mejor Película en la 22 edición del Festival Ópera Prima de Tudela. Este galardón es otorgado por el público y está dotado con 6.000 euros. Además, la película consiguió dos reconocimientos más en el mismo festival: el Premio Joven, otorgado por los estudiantes de los centros educativos de Tudela, y el Premio Especial Igualdad, otorgado por un jurado formado por representantes del Consejo Municipal por la Igualdad del Ayuntamiento de Tudela. Ese mismo mes, la película recibió el Premio Especial del Público CiBRA en la XIV edición del Festival del cine y la palabra de Toledo.
37.ª edición de los Premios Goya 2023
| Categoría                | Receptor(es)          | Resultado |
| ------------------------ | --------------------- | --------- |
| Mejor dirección novel    | Juan Diego Botto      | Nominado  |
| Mejor canción original   | Eduardo Cruz, Rozalén | Nominado  |
| Mejor actor protagonista | Luis Tosar            | Nominado  |
| Mejor actriz de reparto  | Penélope Cruz         | Nominado  |
| Mejor actor revelación   | Christian Checa       | Nominado  |

78.ª edición de las Medallas del Círculo de Escritores Cinematográficos
| Categoría           | Receptor(es)     | Resultado |
| ------------------- | ---------------- | --------- |
| Actor revelación    | Christian Checa  | Nominado  |
| Director revelación | Juan Diego Botto | Nominado  |